# Ferdinand Schubert
Ferdinand Lukas Schubert (ur. 18 października 1794 w Wiedniu, zm. 26 lutego 1859 tamże) – austriacki kompozytor, starszy brat kompozytora Franza Schuberta. Zaprojektował kamień nagrobny dla grobu Ludwiga van Beethovena, który obecnie znajduje się na Cmentarzu Centralnym w Wiedniu.

## Życiorys

### Dzieciństwo i młodość
Ferdinand Schubert uczył się gry na fortepianie i skrzypcach od ojca Franza Theodora Schuberta i starszego brata Ignaza, później u Michaela Wooda, a następnie u nauczyciela chóru św. Anny, Josepha Drechslera. Jako chłopiec Ferdynand grał razem z braćmi i ojcem w rodzinnym kwartecie smyczkowym. 

### Dojrzałe życie
W 1810 roku Schubert został organistą w parafii Lichtentaler, a także asystentem nauczyciela w sierocińcu w Wiedniu. Sześć lat później, w 1816 roku, awansował na pełnoetatowego nauczyciela w sierocińcu. W tym samym roku Schubert poślubił jedną ze swoich uczennic, Annę. w 1818 roku jego młodszy brat, Franz Schubert skomponował Deutsches Requiem D 621, które Ferdinand wydał później jako własną kompozycję. 
W 1820 roku Schubert został nauczycielem i chórmistrzem w Altlerchenfeld. W 1824 roku otrzymał nominację na nauczyciela w Normal-Hauptschule w St. Anna. Po śmierci pierwszej żony Ferdynand poślubił Teresę w 1832 roku. Z dwóch małżeństw miał łącznie 29 dzieci, z których 12 dożyło dorosłości. W 1838 roku został honorowym profesorem organów w Konserwatorium. Ponieważ był podziwiany w kręgach zawodowych za wybitną pracę jako administrator szkoły, otrzymał stanowisko dyrektora szkoły podstawowej w St. Anna w 1851 roku. W 1854 został odznaczony austriackim Złotym Krzyżem Zasługi z Koroną.
Ferdynand zachował znaczną część muzycznego dorobku Franza Schuberta. Z wyjątkiem niektórych oper, mszy i symfonii, sprzedał większość kompozycji Franza Schuberta Antonowi Diabellemu po śmierci Franza w 1828 roku. Firma Diabellego publikowała je w ciągu następnych 30 lat, nawet po śmierci Diabellego.

## Wybrane dzieła
- Requiem, op. 9 (po śmierci Franza Schuberta)
- Hirtenmesse, op. 13
- Salve Regina, op. 12
- Messe F-Dur (1830), op. 10
- Filiae Regum
- Regina Coeli